# Centro de información y biblioteca de la Universidad de Jazar
El Centro de información y biblioteca de la Universidad de Jazar (en azerí: Xəzər Universiteti Kitabxana İnformasiya Mərkəzi) es la biblioteca de la Universidad de Jazar en Bakú, la capital de Azerbaiyán. Mantiene tres sucursales abiertas al público: la Biblioteca General del Campus Nefchilar, la rama MBA en el centro del campus de Bakú, y la biblioteca del campus de Alatava (en la Escuela de Dunia). Aproximadamente el 75 por ciento de los materiales de la biblioteca están en Inglés. La biblioteca además contiene materiales impresos y electrónicos en azerí, ruso, turco, árabe, persa, alemán, francés, italiano, chino, japonés y otros idiomas europeos y orientales modernos.